# 柳家菊語楼
柳家 菊語楼（やなぎや きくごろう）は、東京の落語家の名跡。二代目の死後は空き名跡となっている。
- 初代柳家菊語楼 - 後∶二代目柳家三語楼
- 二代目柳家菊語楼 - 本項にて詳述

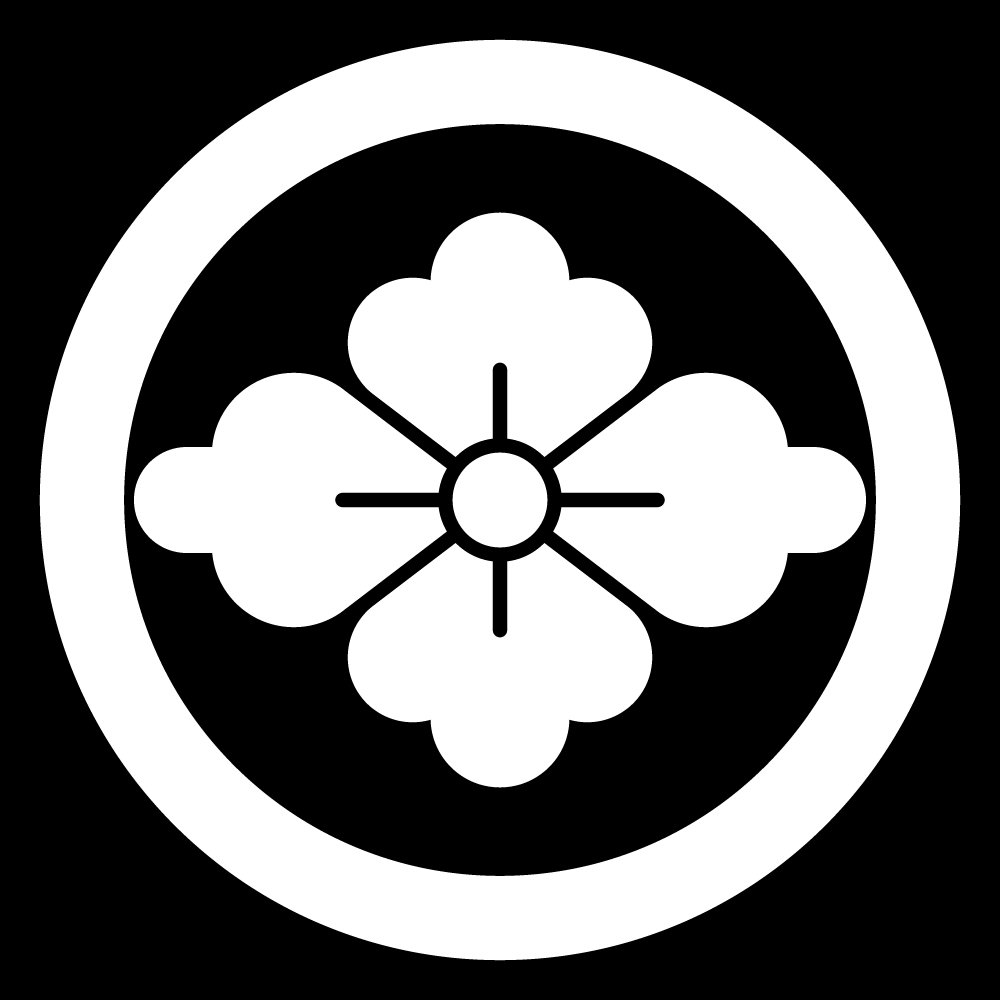
柳派定紋「花菱」

二代目 柳家 菊語楼（1943年4月27日 - 1999年2月19日）は、福岡県北九州市八幡西区出身の落語家。本名∶長村 禎人。出囃子∶『博多どんたく』。

## 経歴
1962年4月、五代目柳家小さんに入門、柳家小蝶を名乗る。
1966年5月に桂文七と共に二ツ目昇進、柳家小もんに改名。
1979年3月に二代目柳家菊語楼、橘家二三蔵、柳亭風枝、十代目翁家さん馬、五代目鈴の家馬勇の五人で真打昇進、二代目柳家菊語楼を襲名。
1999年2月19日に死去、55歳没。

## 芸歴
- 1962年4月 - 五代目柳家小さんに入門、前座名「小蝶」。
- 1966年5月 - 二ツ目昇進、「小もん」に改名。
- 1979年3月 - 真打昇進、「二代目柳家菊語楼」を襲名。

## 人物
- 生家は時計屋。
- 福岡出身ということもあり訛りに苦労した。
- 長屋話やこっけい話を得意としたほか、小唄や都々逸などのうまさにも定評があった。
- 得意ネタは『紙屑屋』、『野ざらし』。客からもリクエストが掛かるほどであった。